# HD166493
HD166493 — хімічно пекулярна зоря спектрального класу A3, що має видиму зоряну величину в смузі V приблизно  9,4.
Вона  розташована на відстані близько 840,6 світлових років від Сонця.